# Kamieniołomy szydłowieckie

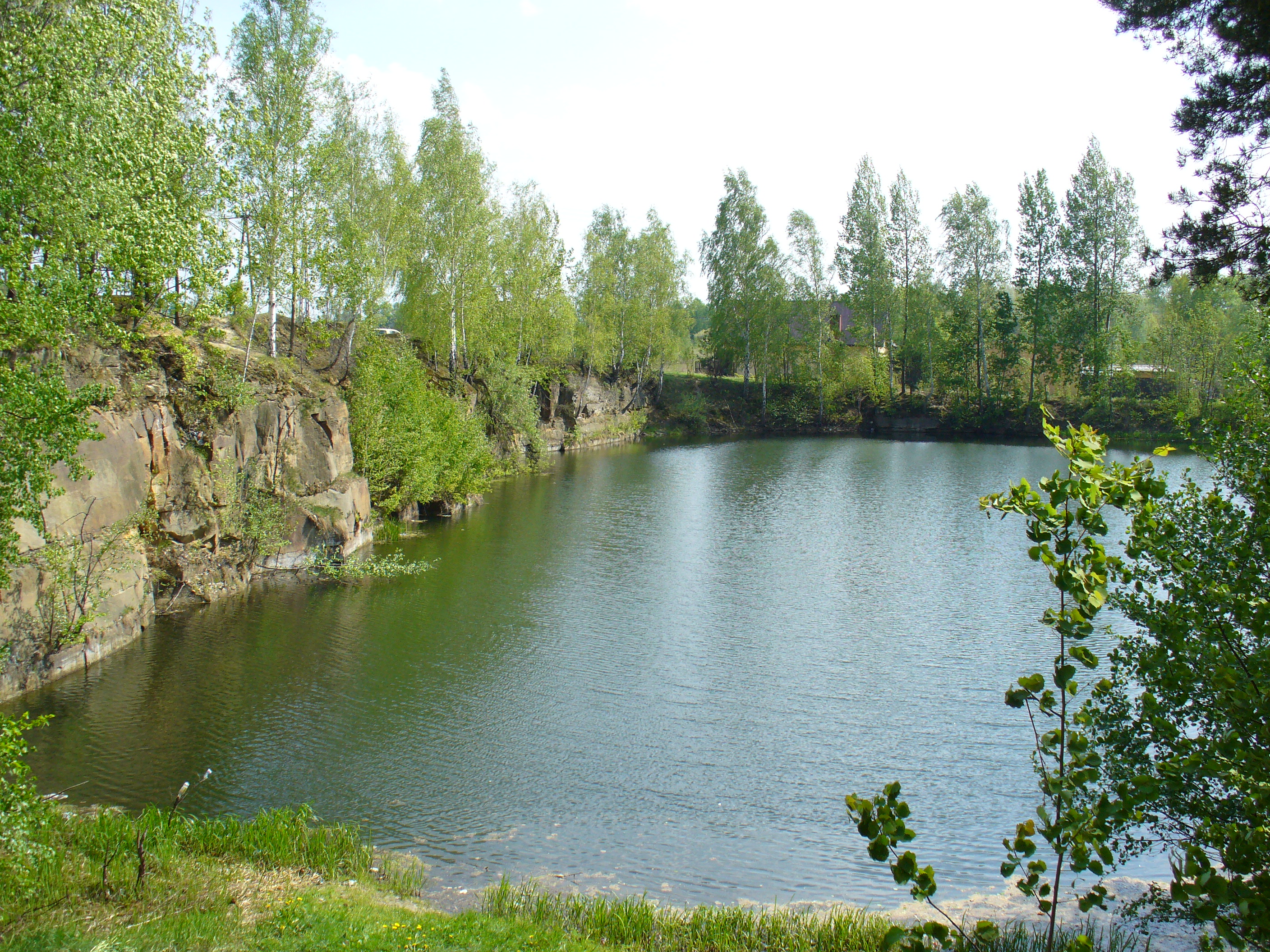
Kamieniołom Podkowiński

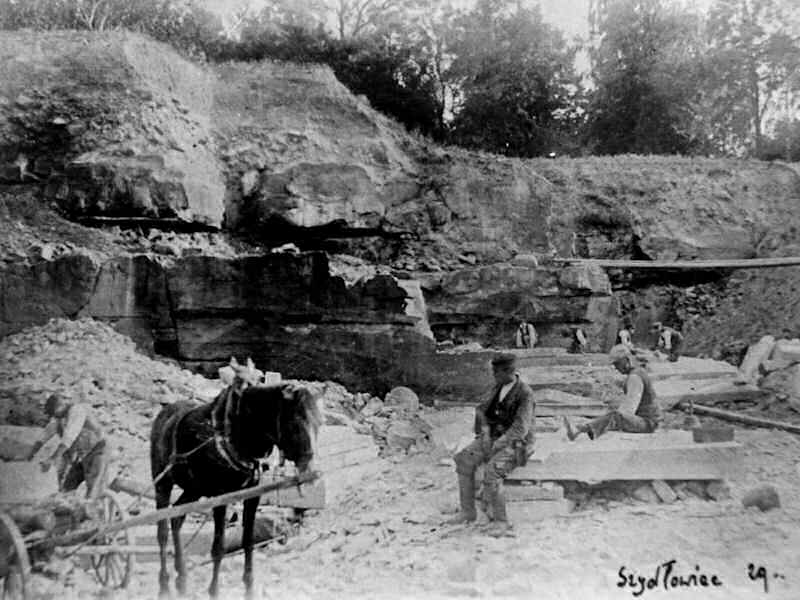
Kamieniołom Pinkiert w 1929 r.

Kamieniołomy szydłowieckie – zbiorcza nazwa służąca do określenia wszystkich kamieniołomów znajdujących się w Szydłowcu oraz okolicy. 
Szydłowiec wzniesiony został na kamieniu - piaskowcu szydłowieckim z okresu jurajskiego. Mieszkańcy miasta budowali swe domy na skale, a podłoże niektórych placów, na przykład Rynku Słomianego (obecnie Plac Wolności), stanowiła lita płyta piaskowcowa. Tradycje kamieniarskie sięgają początków powstawania osady, a więc XIV wieku. Od czasów działalności rodu Szydłowieckich miasto jest ważnym (przynajmniej w skali regionu) ośrodkiem kamieniarstwa. Ośrodkowi temu przypisywane są m.in. kamienne chrzcielnice, które trafiały na tereny Małopolski (Bodzentyn, Radom, Szydłowiec) oraz Mazowsza (Grójec). Dziełem miejscowych mistrzów kunsztu kamieniarskiego są także liczne inne elementy "małej architektury" z przełomu średniowiecza i renesansu. Do nich należy zaliczyć portal z prezbiterium do zakrystii radomskiej fary. Podobne piaskowcowe portale i obramowanie okienne znajdują się poza samym Szydłowcem i pobliskimi Chlewiskami, także w Ćmielowie, Końskich i Żarnowie - zawsze związane z fundacyjnym kręgiem Szydłowieckich. 
Pośród innych miejscowych rzemieślników, kamieniarze musieli stanowić stale znaczącą grupę, choć najpewniej nie byli zrzeszeni w cechu. Przez stulecia bowiem wyroby oparte na miejscowych surowcach mineralnych, w tym kamienie młyńskie, żarna i osełki miały znaczenie ponadregionalne. Wyroby z szydłowieckich zakładów kamieniarskich można spotkać w dużych miastach takich jak Warszawa czy Kraków. 
W drugiej połowie XIX i na początku XX wieku, piaskowiec szydłowiecki stał się bardzo popularnym materiałem budowlanym. Na terenie miasta oraz w okolicy powstało wiele kamieniołomów oraz zakładów obróbki kamienia. Ostatni okres gwałtownego wydobycia kamienia przypada na lata pięćdziesiąte oraz sześćdziesiąte dwudziestego stulecia i wiązał się z odbudową miast polskich po wojennych zniszczeniach. W odbudowywanych po zniszczeniach wojennych zabytkach Warszawy piaskowiec szydłowiecki zastąpił stosowany tu niegdyś, zwłaszcza w klasycyzmie, podobny w barwie piaskowiec kunowski. Płytami piaskowcowymi pokryto też elewacje nowych monumentalnych budowli (w tym gmachów na ul. Marszałkowskiej i Pałacu Kultury w Warszawie). 
Obecnie wydobycie piaskowca przeniosło się poza miasto. Eksploatacja prowadzona jest w kamieniołomie w Śmiłowie. Na terenie miasta pozostały praktycznie trzy nieczynne kamieniołomy - "Pikiel" i "Podkowiński" (ich nazwy pochodzą od dawnych, przedwojennych przedsiębiorców kamieniarskich) oraz położone nieco dalej na wschód kamieniołom "Polanki". Nieczynne łomy nie straciły jednak swego znaczenia. Wciąż przyczyniają się do promocji miasta. Kamieniołomy Pikiel i Podkowiński, częściowo wypełnione wodą i zarastające rzadkim lasem zachowały ściany skalne, dzięki czemu stają się miejscami wypoczynku, spełniając rolę parku miejskiego.